# Bengt Hörberg
Bengt Hörberg, folkbokförd Bengt‐Eric Hörberg, född 9 februari 1922 i Karlskrona, död 2 november 2003, var en svensk schackspelare. Han var svensk mästare i schack 1954, och skrev boken Schack för nybörjare.